# Can Petitot (Cabanelles)
Can Petitot és un mas del municipi de Cabanelles (Alt Empordà) inclòs en l'Inventari del Patrimoni Arquitectònic de Catalunya.

## Descripció
Situada al nord del petit nucli de Sant Martí Sesserres, al nord-oest del municipi de Cabanelles al qual pertany. La masia forma part del veïnat de Solà de Badós.
Masia rehabilitada de planta rectangular, ampliada amb petits cossos adossats a la banda de ponent de l'edifici principal. L'habitatge és de planta rectangular i està construït damunt d'un gran desnivell del terreny. Presenta la coberta de dues vessants de teula i està distribuït en planta baixa i dos pisos. Les obertures són majoritàriament d'arc rebaixat, tot i que n'hi ha d'altres de rectangulars i fins i tot de mig punt. Estan totes bastides amb maons i han estat recentment reformades. De l'ampliació de l'habitatge envers ponent destaca un cos rectangular d'una sola planta, cobert amb terrassa al primer pis.
La construcció està bastida amb pedra irregular lligada amb abundant morter de calç.